# Халуно
Халуно — озеро в Тверской области России, принадлежит бассейну Западной Двины.
Расположено на территории Бенецкого сельского поселения Западнодвинского района, в 38 километрах к юго-западу от города Западная Двина. Лежит на высоте 171,9 метров над уровнем моря.
Озеро вытянуто с запада на восток. Длина составляет около 0,89 км, ширина до 0,55 км. Площадь водной поверхности — 0,5 км², протяжённость береговой линии — более 3 км.
Окружено лесами. Населённых пунктов на берегу озера нет.
Из северо-восточного конца озера вытекает река Хлуница, правый приток Торопы.